# Abalakská ikona Matky Boží
Abalakská ikona Matky Boží je divotvorná ikona Bohorodice sibiřského původu, kde je také nejuctívanější ikonou. Ikona byla napsána (namalovaná) roku 1683 protodiákonem Matfejem.

## Historie
Podle církevní legendy vdova Marie z vesnice Abalaku viděla ve snu ikonu Matky Boží typu oranta, kde po stranách byl vyobrazen svatý Mikuláš a Marie Egyptská. Matka Boží nařídila ve jménu této ikony postavit chrám s kaplemi zasvěcenými těmto světcům. Po nějaké době započala stavba chrámu.
Malbu ikony objednal rolník Jevfimij u protodiákona Matfeje. Jevfimijovi předpověděl tobolský jurodiví Pavel uzdravení díky zázračnému obrazu. Když byla ikona namalována, Pavel se zcela uzdravil.
Původní ikona se nedochovala, ale existuje mnoho kopií, které jsou považovány také za divotvorné.
Na počest této ikony byl roku 1783 svatým Varlaamem (Petrovem) vystaven Abalakský Znamenský monastýr.
Svátek ikony připadá podle juliánského kalendáře na 20. července a 27. listopadu.